# Johnston & Murphy
Johnston & Murphy er et amerikansk selskab, der fremstiller og sælger fodtøj og beklædning. Selskabet er ejet af Genesco Inc. og har hovedsæde i  Nashville, Tennessee. Selskabet har mere end 2100 butikker i USA.